# Kanton Naucelle
Naucelle is een voormalig kanton van het Franse departement Aveyron. Bij toepassing van het decreet van 21 februari 2014 is het kanton op 22 maart 2015 gefuseerd met het aangrenzende kanton Baraqueville-Sauveterre tot het huidige kanton Ceor-Ségala dat, net als de opgeheven kantons, deel uitmaakt van het arrondissement Rodez.

## Gemeenten
Het kanton Naucelle omvatte de volgende gemeenten:
- Cabanès
- Camjac
- Centrès
- Meljac
- Naucelle (hoofdplaats)
- Quins
- Saint-Just-sur-Viaur
- Tauriac-de-Naucelle